# Shuttle America
Shuttle America (Shuttle America Corporation) — регіональна авіакомпанія Сполучених Штатів Америки зі штаб-квартирою в Індіанаполісі (штат Індіана), США, є повністю дочірнім підрозділом авіаційного холдингу Republic Airways Holdings.
Shuttle America було приєднано до Republic Airline 31 січня 2017 року.
Shuttle America виконує регулярні пасажирські перевезення під такими торговими марками (брендами) магістральних авіакомпаній США:
- United Express авіакомпанії United Airlines, використовуючи в ролі вузлових аеропортів Міжнародний аеропорт Вашингтон Даллес, Міжнародний аеропорт Денвер і Міжнародний аеропорт О'Хара;
- Delta Connection і Delta Shuttle авіакомпанії Delta Air Lines, використовуючи як хаби Міжнародний аеропорт Хартсфілд-Джексон Атланта і Нью-Йоркський аеропорт Ла Гардіа.

Укладено також партнерську угоду з авіакомпанією Mokulele Airlines на організацію місцевих авіаперевезень трьома літаками через хаб в Міжнародному аеропорту Гонолулу.

## Історія
Авіакомпанія Shuttle America була утворена в 1995 році у місті Віндзор-Локс (Коннектикут) і почала пасажирські перевезення 12 листопада 1998 року. Shuttle America спочатку створювалася як бюджетна авіакомпанія для роботи на приміських та міжміських маршрутах з Міжнародного аеропорту Бредлі.
Перед початком комерційної діяльності компанії була проведена широкомасштабна рекламна кампанія з інформування населення про «супернизькі тарифи», в якій зазначались ціни на авіаквитки в розмірі близько 29 доларів США. Першим регулярним рейсом авіакомпанії став маршрут з Хартфорда (штат Коннектикут) в Буффало (штат Нью-Йорк), що виконувався на 50-й місному літаку Bombardier Dash 8-300 (реєстраційний номер N801SA) з шкіряними пасажирськими сидіннями і в лівреї нестандартної творчої забарвлення. За перший рік своєї діяльності авіакомпанія зуміла істотно розширити маршрутну мережу та поповнити власний флот новими літаками.
У 1999 році керівництво Shuttle America зробив неоднозначно оцінюється фахівцями крок за перенесення операційної діяльності авіакомпанії на ринок авіаперевезень Бостона. Замість того, щоб вибрати (як це прийнято в авіаційній галузі США) своїм хабом великий бостонський Міжнародний аеропорт Логан, авіакомпанія розмістила свій сайт в сусідньому невеликому Аеропорту Хенском-Філд. Знаходиться всього в 19 кілометрах на захід від Бостона, зі своїми безкоштовними паркувальними зонами, фірмами по здачі в оренду автомобілів, а також зручно розташованої автомагістраллю I-95, аеропорт незабаром був охрещений як «Дратівливо-безкоштовний Хенском-філд».
З аеропорту Хенском-Філд Shuttle America почала виконувати регулярні рейси в Буффало, Нью-Йорк (аеропорт Ла Гуардіа), Трентон (Нью-Джерсі) і Грінсборо (Північна Кароліна) з посадкою в Трентоні. До цього часу аеропорт Трентона фактично став хабом авіакомпанії, оскільки географічно знаходився в самому центрі її маршрутної мережі. У 2000 році Shuttle America мала в своєму розпорядженні власним флотом з шести літаків і перевозила понад трьох тисяч пасажирів щодня. До вже існуючих рейсів були додані маршрути в Олбані (Нью-Йорк), Айсліп (Нью-Йорк), Норфолк (Віргінія) і Вілмінгтон (Делавер). Незважаючи на швидкий розвиток маршрутної мережі, авіакомпанія незабаром зіткнулася з серйозними фінансовими проблемами.
За кілька тижнів до подій 11 вересня 2001 року авіакомпанія Shuttle America оголосила себе банкрутом і була придбана авіаційним холдингом «Wexford Holdings LLC.», в який вже входила інша регіональна авіакомпанія Chautauqua Airlines. Маршрутна мережа Shuttle America зазнала зміни і, з висновком партнерської угоди з US Airways на виконання перевезень під брендом US Airways Express, авіакомпанія почала регулярні рейси з хабів US Airways в Міжнародному аеропорту Філадельфії і Міжнародному аеропорту Піттсбурга. У цей же період рейси Shuttle America переводяться на невеликі літаки Bombardier Dash 8-100, а також на поступають з Chautauqua Airlines турбогвинтові Saab 340C. Через деякий час Dash 8-100 були реалізовані декількох авіакомпаній, включаючи Caribbean Star і Piedmont Airlines.
У 2002 році штаб-квартира Shuttle America переїхала в Форт Уейн (Індіана), а в 2005 році авіакомпанія була придбана авіаційним холдингом Republic Airways Holdings, штаб-квартира якого знаходиться у місті Індіанаполіс (штат Індіана).

## Операційна діяльність
В даний час Shuttle America містить п'ять пілотних баз в аеропортах у Атланти, Колумбуса, Чикаго, Індіанаполіса і Гонолулу. Флот авіакомпанії складається з регіональних реактивних літаків Embraer 170 (ERJ-170) з пасажирськими салонами у двокласному компонуванні: по 6 місць в салоні першого класу і по 64 місця в салоні економічного класу. Лайнери ERJ-170 спочатку експлуатувалися в авіакомпанії Chautauqua Airlines, однак у 2005 році Chautauqua Airlines була змушена передати ці літаки в партнерську по холдингу Republic Airways Holdings авіакомпанію Shuttle America після заяв профспілки пілотів American Airlines про порушення обмеження на розміри повітряних суден у регіональних авіакомпанії, що використовують бренд AmericanConnection. З липня 2008 року Shuttle America вводить в свій флот більш місткі літаки Embraer E-Jet, поступово замінюючи ними ERJ-170.
З кінця 2008 року Shuttle America замінила регіональні авіакомпанії, що працюють під брендом Delta Shuttle, на навантаженому маршруті Нью-Йорк (Аеропорт Ла Гуардіа)—Вашингтон (Національний аеропорт імені Рональда Рейгана). Рейси на даному маршруті протягом десятиліття виконувалися літаками MD-88 з щогодинними вильотами з обох аеропортів. Крім того, у відання Shuttle America також перейшли регулярні щомісячні рейси Вашингтон (Національний аеропорт імені Рональда Рейгана)—Бостон (Міжнародний аеропорт Логан), раніше обслуговуються авіакомпаніями Comair і Chautauqua Airlines в рамках партнерської програми Delta Shuttle.

## Маршрутна мережа авіакомпанії
Станом на грудень 2008 року авіакомпанія здійснює регулярні рейси в такі аеропорти:

### Під брендомUnited Express

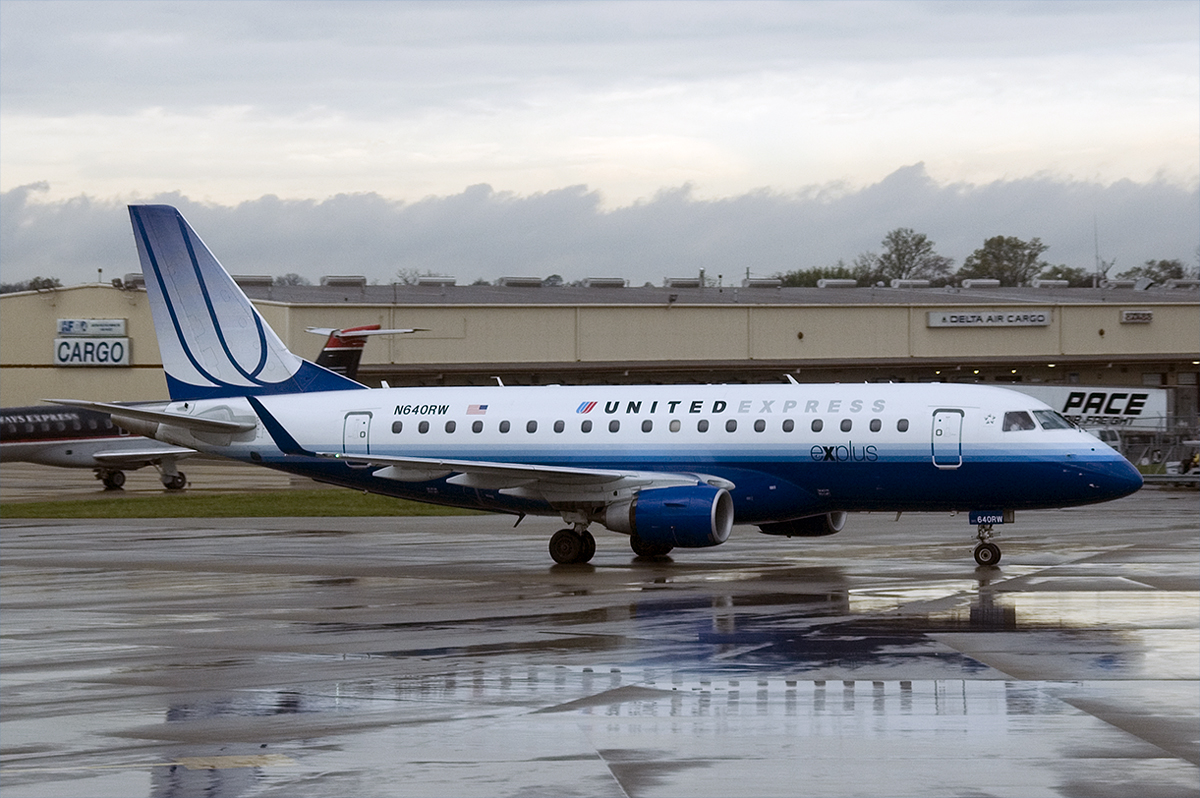
Embraer 170 авіакомпанії Shuttle America в лівреї United Express

- Альбукерке — Міжнародний аеропорт Альбукерке
- Атланта — Міжнародний аеропорт Хартсфілд-Джексон Атланта
- Остін — Міжнародний аеропорт Остін-Бергстром
- Сідар-Рапідс — Аеропорт Східної Айови
- Чикаго — Міжнародний аеропорт О'Хара
- Колумбус — Міжнародний аеропорт Порт-Колумбус
- Даллас/Форт-Уерт — Міжнародний аеропорт Даллас/Форт-Уерт
- Денвер — Міжнародний аеропорт Денвер
- Де-Мойн — Міжнародний аеропорт Де-Мойн
- Едмонтон — Міжнародний аеропорт Едмонтон
- Форт-Майерс — Міжнародний аеропорт Південно-Західна Флорида
- Гранд-Рапідс — Міжнародний аеропорт імені Джеральда Р.Форда
- Галіфакс — Міжнародний аеропорт Галіфакс
- Хартфорд/Спрінгфілд — Міжнародний аеропорт Бредлі
- Хьюстон — Міжнародний аеропорт Хьюстон Інтерконтинентал
- Індіанаполіс — Міжнародний аеропорт Індіанаполіс
- Канзас-Сіті — Міжнародний аеропорт Канзас-Сіті
- Луїсвілл — Міжнародний аеропорт Луїсвілл
- Маямі — Міжнародний аеропорт Маямі
- Міннеаполіс/Сент-Полс — Міжнародний аеропорт Міннеаполіс/Сент-Пол
- Монреаль — Міжнародний аеропорт імені П'єра Елліота Трюдо
- Мертл-Біч — Міжнародний аеропорт Мертл-Біч тільки по вихідних дням
- Новий Орлеан — Міжнародний аеропорт імені Льюіса Армстронга
- Нью-Йорк — Міжнародний аеропорт імені Джона Кеннеді
- Норфолк/Вірджинія-Біч — Міжнародний аеропорт Норфолк
- Оттава — Міжнародний аеропорт Макдональд-Картьє
- Піттсбург — Міжнародний аеропорт Піттсбург
- Торонто — Международный аэропорт Торонто Пирсон
- Вашингтон — Міжнародний аеропорт Вашингтона Даллес
- Уайт-Плейнз — Аеропорт округа Вестчестер

### Під брендом Delta Connection

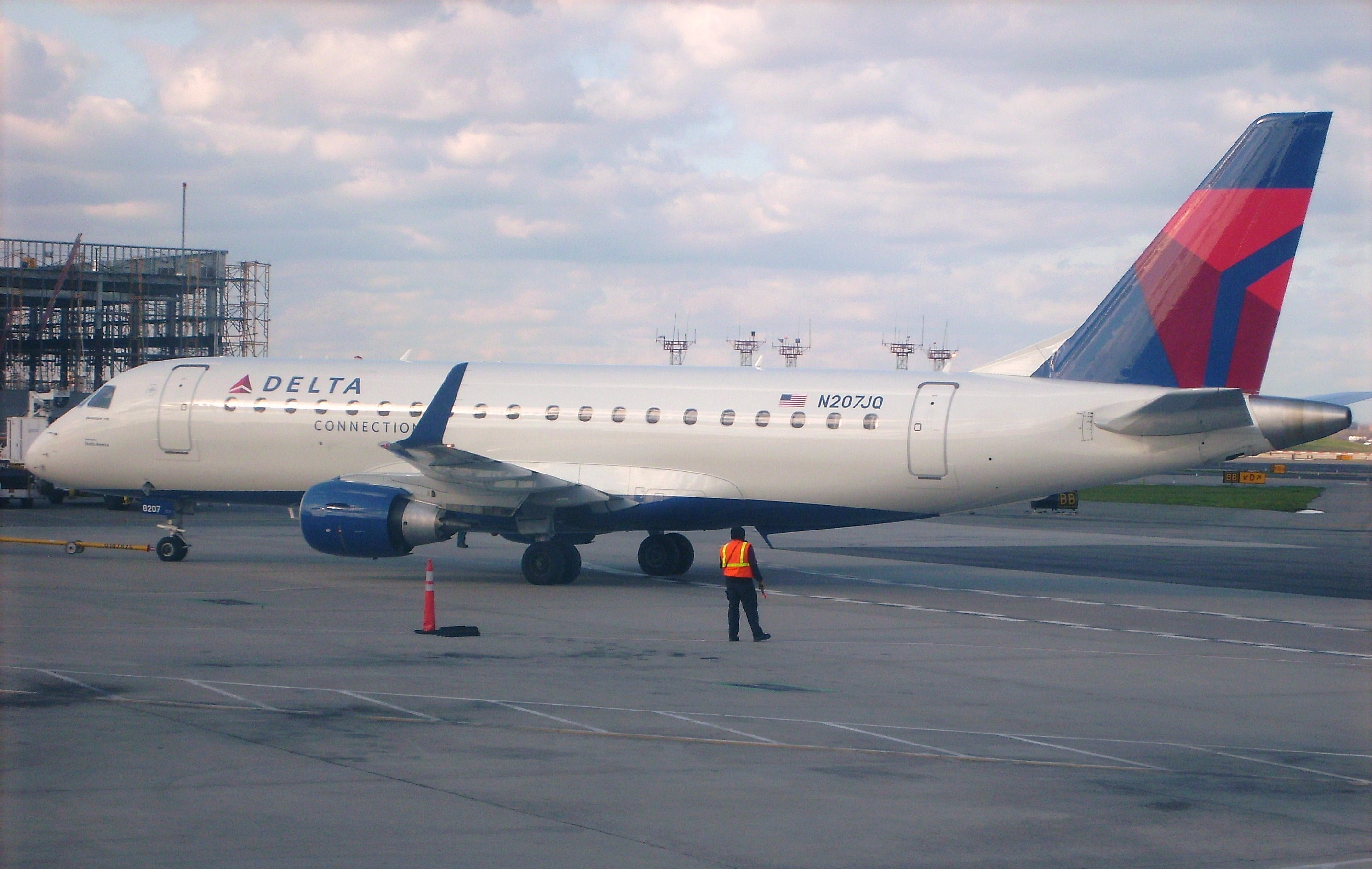
Embraer E-175 авіакомпанії Shuttle America в лівреї Delta Connection

- Атланта — Міжнародний аеропорт Хартсфілд-Джексон Атланта
- Остін — Міжнародний аеропорт Остін-Бергстром вівторок/середа
- Бірмінгем — Міжнародний аеропорт Бірмінгем-Шаттлсворт
- Бостон — Міжнародний аеропорт Логан
- Чарлстон — Міжнародний аеропорт Чарлстон тільки по вихідних днях
- Чикаго — Міжнародний аеропорт Чикаго-Мідуей
- Колумбія — Аеропорт Колумбії
- Колумбус — Міжнародний аеропорт Порт-Колумбус
- Детройт — Столичний аеропорт Детройт округа Уейн
- Грінвілл/Спартанберг — Міжнародний аеропорт Грінвілл-Спартанберг
- Хьюстон
  - Міжнародний аеропорт Хьюстон Інтерконтинентал вівторок/середа
  - Аеропорт імені Вільяма П. Хоббі
- Хантсвілл/Декейтер — Міжнародний аеропорт Хантсвілл
- Індіанаполіс — Міжнародний аеропорт Індіанаполіс
- Кінгстон — Міжнародний аеропорт імені Нормана Менлі 3 рази в тиждень
- Ноксвілл — Аеропорт Макгі-Тісона
- Луїсвілл — Міжнародний аеропорт Луїсвілл
- Мемфіс — Міжнародний аеропорт Теннессі по вихідних
- Мілвокі — Міжнародний аеропорт імені генерала Мітчелла по вихідних
- Міннеаполіс/Сент-Полс — Міжнародний аеропорт Міннеаполіс/Сент-Пол
- Мобайл/Паскагула — Регіональний еропорт Мобайл
- Монтеррей — Міжнародний аеропорт імені генерала Маріано Ескобедо
- Нашвілл — Міжнародний аеропорт Нашвілл
- Новий Орлеан — Міжнародний аеропорт імені Льюіса Армстронга
- Нью-Йорк
  - Міжнародний аеропорт імені Джона Кеннеді
  - Аеропорт Ла Гардіа
- Сан-Антоніо — Міжнародний аеропорт Сан-Антоніо по вихідних
- Сент-Луїс — Міжнародний аеропорт Ламберт Сент-Луїс по вихідних
- Таллахассі — Регіональний аеропорт Таллахассі неділя
- Вашингтон — Міжнародний аеропорт імені Рональда Рейгана
- Уайт-Плейнз — Аеропорт округу Вестчестер

### У партнерстві зMokulele Airlines

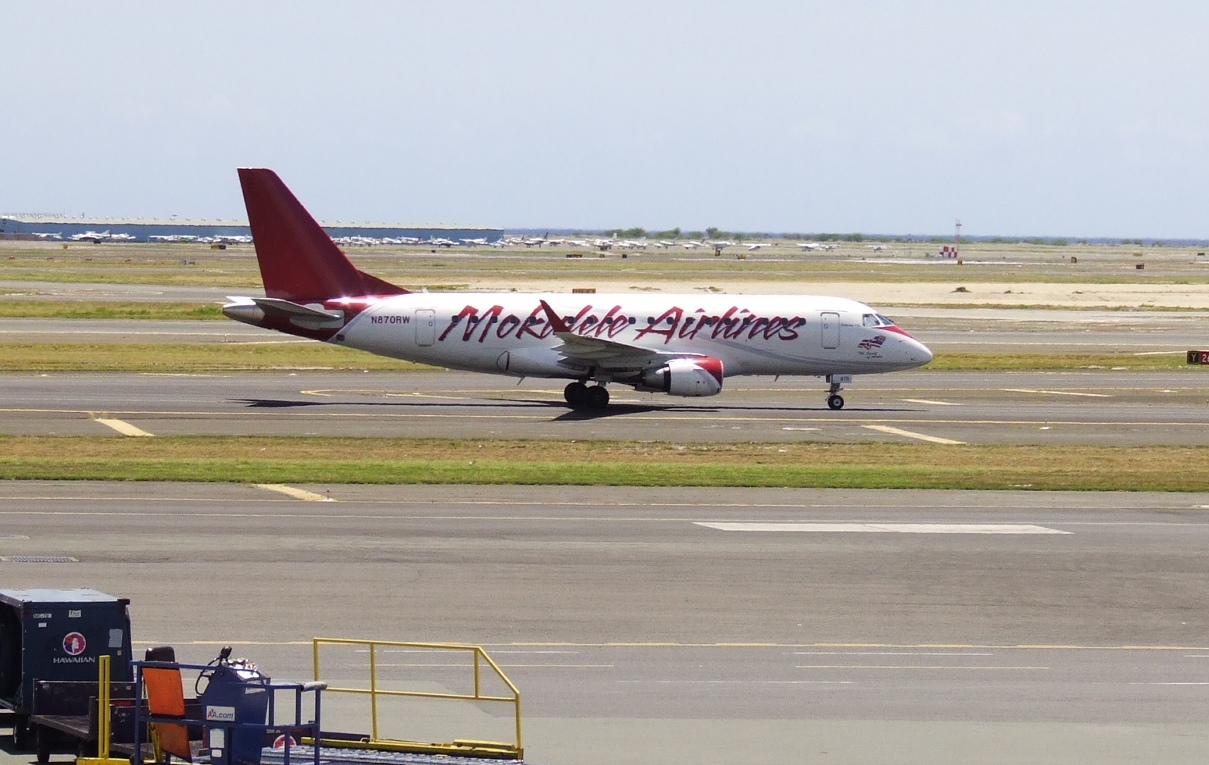
Embraer 170 авіакомпанії Shuttle America під брендом Mokulele Airlines

- Гонолулу — Міжнародний аеропорт Гонолулу
- Кахулуї — Аеропорт Кахулуї
- Каілуа — Міжнародний аеропорт Кона
- Ліхуе — Аеропорт Ліхуе
- Кона — Міжнародний аеропорт Кона

## Флот
Станом на 13 січня 2010 авіакомпанія Shuttle America експлуатувала повітряний флот, що складається з таких літаків:

## Авіаподії і нещасні випадки
- 18 лютого 2007 року, рейс 6448 Атланта-Клівленд під брендом Delta Connection. Літак Embraer 170 прямував з Міжнародного аеропорту Хартсфілд-Джексон і при здійсненні посадки на смугу 28 Міжнародного аеропорту Клівленда Хопкінс викотився за межі ЗПС і врізався в огороджувальний паркан. Ніхто з 70 пасажирів і чотирьох членів екіпажу серйозно не постраждав.